# Гарольд Гетті

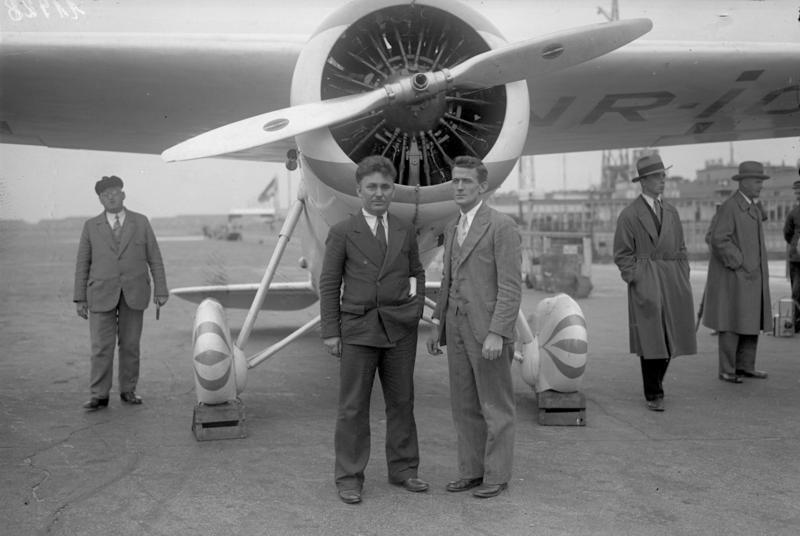
Вайлі Пост, Гарольд Гетті, «Winnie Mae» у Німеччині. (1931 р.)

Гарольд Гетті (англ. Harold Charles Gatty; 1903 — 1957) — австралійський льотчик (штурман), піонер авіації. У 1931 році разом з пілотом Вайлі Постом встановили рекорд навколосвітнього авіаперельоту, подолавши відстань у 15 747 миль (24 903 км) на літаку Lockheed Vega на прізвисько «Вінні Мей» (англ. Winnie Mae) за 8 днів 15 годин і 51 хвилину. Чарльз Ліндберг назвав його «Принц навігації». 

## Життєпис
Народився 5 січня 1903 року у місті Кемпбелл-Таун на острові Тасманія.
Кар'єру штурмана почав в 1917 році, у віці 14 років, коли став мічманом в Австралійському королівському військово-морському коледжі (англ. Royal Australian Naval College). Після Першої світової війни працював на кораблях австралійського торгового флоту, де вивчав навігацію по зірках, перебуваючи в нічних дозорах. Ставши експертом з навігації, служив на багатьох судах ВМФ, в тому числі і вітрильних, що курсували між Австралією та США (в Каліфорнії). Після служби в ВМФ працював в Австралії, у затоці Порт-Джексон, займаючись забезпеченням суден. У 1927 році Гетті переїхав до Каліфорнії, де відкрив штурманську школу, навчаючи морської навігації яхтсменів. У 1928 році його увага звернулася до аеронавігації.
У 1929 році Гарольд Гетті здійснив на літаку Lockheed Vega переліт з Лос-Анджелеса до Нью-Йорка для компанії Nevada Airlines, бажаючи продемонструвати можливості для обслуговування пасажирів. Для польоту з чотирма зупинками знадобилося 19 годин і 53 хвилини, що стало рекордом швидкості для трансконтинентальних перельотів на комерційному літаку.
У 1930 році він підготував навігаційні карти та проклав маршрут для Енн Ліндберг, дружини Чарльза Ліндберга, яка була учнем Гетті. Енн Ліндберг була штурманом чоловіка в рекордному міжнародному перельоті, який зайняв 14 годин і 45 хвилин. 11 липня 1930 року Гетті разом з Гарольдом Бромбі (Harold Bromby) на літаку «City of Tacoma» намагалися перелетіти з Токіо до Такоми. Їм належало подолати 4000 кілометрів, однак через погані погодні умови льотчикам довелося повернутися назад.
Наступного року пілот Вайлі Пост запронував Гетті супроводжувати його в спробі побити світовий рекорд у навколосвітньому перельоті, який було встановлено на дирижаблі «Граф Цепелін» і становив 21 день. Навколосвітня подорож почалася 23 червня 1931 року з аеродрому Roosevelt Field (Нью-Йорк). Переліт за маршрутом Нью-Йорк — Берлін — Москва — Іркутськ — Хабаровськ — Ном — Клівленд — Нью-Йорк склав рекордні 8 днів 15 годин і 51 хвилину. Під час перельоту екіпаж перетнув Атлантичний океан за рекордні час — 16 годин і 17 хвилин. Ще через рік після цього перельоту, американський Конгрес схвалив законопроєкт, що дозволив нагороджувати цивільних осіб Хрестом льотних заслуг, яким і були нагороджені Гарольд Гетті і Вайлі Пост особисто президентом Гербертом Гувером. Йому запропонували прийняти американське громадянство і зайняти новостворену посаду старшого інженера з аеронавігації Повітряного корпусу Армії США. Гарольд Гетті висловив бажання залишитися австралійцем і Конгрес схвалив законопроєкт, що дозволяє іноземним громадянам займати цей пост.
Потім Гетті вирішив зайнятися авіаційним бізнесом, створивши спільно з Дональдом Дуґласом компанію «South Pacific», що здійснювала авіаперевезення на островах південної частини Тихого океану. Однак незабаром компанія була продана Pan Am, яка залучила Гетті до організації рейсів у цьому регіоні.
Під час Другої світової війни йому було присвоєно звання капітана Королівських повітряних сил Австралії (RAAF) і він працював в Повітряних силах армії США (USAAF) у південній частині Тихого океану. Пізніше його було призначено директором повітряного транспорту союзних військ, що базувалися у Австралії під керівництвом генерала Дугласа Макартура. У 1943 році він працював у Вашингтоні, над розробкою комплекту виживання для пілотів, які літали над Тихим океаном.
Після закінчення війни зі своєю другою дружиною він переїхав на Фіджі, де у 1947 році створив авіакомпанію Fiji Airways, яка пізніше стала називатися «Air Pacific», але у 2013 році знову була перейменована в «Fiji Airways».
У 1957 році Гарольд Гатті переніс інсульт і помер 30 серпня 1957 року. Був похований на Фіджі.

## Вшанування пам'яті
- На батьківщині, у місті Кемпбел-Таун, на честь Гарольда Гетті створено меморіал.[3]